# Гней Корнелій Цинна Магн
Гней Корнелій Цинна Магн (лат. Gnaeus Cornelius Cinna Magnus, 40 до н. е. — 10 н. е.) — політичний діяч ранньої Римської імперії, консул 5 року.

## Життєпис
Походив з патриціанського роду Корнеліїв. Син Луція Корнелія Цинни, консула-суффекта 32 року до н. е., та Помпеї, доньки Гнея Помпея.
Гней Корнелій народився на о. Сицилії, де жили його батьки, які змушені були покинути Італію і ховатися у ворожого тріумвірам Секста Помпея, брата Помпеї. У 36 році до н. е., після поразки Секста, батько Цинни перейшов на бік Октавіана Августа й отримав прощення, а його матері вже не було у живих.
У 16—13 роках до н. е. Гней Цинна супроводжував імператора Августа до Галлії, де організував проти нього змову з метою вбивства. Втім Августу майже відразу стало відомо про це, але він не побажав суворо карати Цинну та за порадою Лівії помилував його. Після цього Цинна став другом і впливовим наближеним Августа.
У 5 році н. е. обрано консулом разом з Луцієм Валерієм Мессалою Волезом. Під час своєї каденції спільно із колегою провів закон Валерія-Корнелія про попередній відбір кандидатів на посади 10 центуріями, що складаються із сенаторів та вершників. У заповіті Гней Корнелій Цинна призначив Октавіана Августа єдиним спадкоємцем.